# 云山学校
云山学校坐落在湖南省长沙市宁乡市横市镇水云山下面。

## 沿革
清朝同治三年（1864年）宁乡人刘典建立云山书院。云山学校的前身是云山书院。云山学校坐落于水云山下。左右有环抱的天马山，前面是沩水。云山学校仿佛是龙头矗立于此。

## 建筑
云山学校是典型的江南院宅。建筑布局为“国”字大院，占地7200平方米。有讲堂、文昌阁、先师堂等房屋一共158间，白墙青瓦。还有池塘、树木。院内现存有清朝陕西巡抚刘典书写的“倡建云山书院碑”。学校正房前有谢觉哉书写的“云山完小”四个大字，周围有谢觉哉、王凌波种植的“黄金树”等树木。

## 校友
云山学校是宁乡市革命的摇篮。何叔衡、姜梦周、王凌波、谢觉哉曾经都在这里读书，同时也在这里教书，被誉为“云山四友”和“宁乡四髯”。